# Лисакович, Виталий Михайлович
Вита́лий Миха́йлович Лисако́вич (бел. Віталь Міхайлавіч Лісаковіч; род. 8 февраля 1998, Минск) — белорусский футболист, нападающий, игрок сборной Беларуси.

## Биография

### Клубная карьера
Воспитанник узденского футбола. В 2011 году начал карьеру в солигорском «Шахтёре». В 2014 году стал выступать за дублирующий состав, а с начала 2016 года начал привлекаться к основной команде. Дебютировал за «горняков» 13 марта 2016 года, выйдя на замену на 64-й минуте матча за суперкубок Беларуси против борисовского БАТЭ. Дебют в чемпионате состоялся 2 апреля 2016 года, выйдя в компенсированное время матча против «Городеи». 29 апреля забил первый мяч за солигорскую команду, открыв счёт в игре против «Нафтана».
Начало сезона 2017 пропустил из-за травм, однако уже в мае закрепился в стартовом составе солигорчан. В сентябре из-за травм потерял место в основе, стал только иногда выходить на замену.
В январе 2018 года был арендован загребским «Динамо». Выступал за вторую команду во втором дивизионе. В июне по окончании срока аренды вернулся в «Шахтёр». В солигорском клубе выступал за дубль, лишь редко выходя на замену в основной команде.
В начале 2019 года стал игроком хорватского «Рудеша». В июле вернулся в солигорский клуб, однако вскоре вновь отправился в аренду в Хорватию, на этот раз в «Вараждин».
В конце июля 2020 года перешёл в московский «Локомотив» за 1 млн евро. Появлялся в основе железнодорожников, однако не имел постоянного места в стартовом составе, нередко выходил на замену.
В январе 2022 года подписал контракт с казанским «Рубином» — на 3,5 года с зарплатой 600 тыс. евро и последующим повышением на 100 тыс. ежегодно. 28 февраля 2022 года дебютировал за клуб в матче против «Зенита», отличившись дублем. 3 марта 2022 года оформил свой второй дубль, только уже с пенальти, во втором матче за команду в рамках Кубка России против «Ротора», что помогло клубу пройти дальше. В своём втором матче в российской премьер-лиге за клуб против «Ахмата» отличился забитым голом и результативной передачей в конце матча, благодаря которой игра закончилась победой. 14 марта 2022 года в матче против «Ростова» на 19 минуте матча получил красную карточку, которая стала первой для игрока в клубе. 20 апреля 2022 года в матче Кубка России проиграли «Енисею» со счётом 1:3 и выбыли с турнира. Был признан лучшим игроком 26 тура российской премьер-лиги. 21 мая в матче 30-го тура против «Уфы» (1:2) открыл счёт с пенальти на 37-минуте, после чего, празднуя забитый мяч, сделал селфи с партнёрами по команде прямо на поле, а на 12-й добавленной минуте не реализовал одиннадцатиметровый (попав в штангу), из-за чего «Рубин» вылетел в ФНЛ.
Новый сезон начал с матча 17 июля 2022 года против московской «Родины», выйдя на замену на 60 минуте. Первый гол за клуб в сезоне забил 8 августа 2022 года против нижнекамского «Нефтехимика». В следующем матче 15 августа 2022 года против краснодарской «Кубани» футболист отличился забитым голом и результативной передачей, за что был удостоен награды лучшего нападающего 5 тура ФНЛ. Забитый гол футболиста в матче 16 октября 2022 года против клуба «Краснодар-2» попал в топ-5 лучших голов 14 тура. В матче 20 ноября 2022 года против «Уфы» футболист отличился дублем, благодаря которому смог принести своей команде победу. В ходе решающего для сохранения прописки «Рубина» в РПЛ матче с «Уфой» в финальном 30-м туре перед удачным пробитием пенальти сделал селфи вместе с собой и одноклубниками, но в итоге после двух голов башкирцев попал в штангу после пробития второго пенальти. Тем самым в Первую лигу вылетели «Уфа» и «Рубин», на первом матче которых в новом дивизионе уфимцы подарила игроку соперника селфи-палку.
В январе 2023 года к футболисту сильный интерес проявляло московское «Торпедо».
13 января 2024 года перешёл в калининградскую «Балтику» на правах аренды. В сентябре 2024 года вернулся в «Балтику», заключив полноценный контракт до конца сезона 2024/25. 30 июня 2025 года покинул клуб из-за окончания контракта.

### Карьера в сборной
С 2014 года стал выступать за юношеские сборные Беларуси, а с 2016 года стал привлекаться в молодёжную сборную. 10 октября 2019 года дебютировал в национальной сборной Беларуси в отборочном матче чемпионата Европы 2020 с Эстонией. 24 мая 2022 года проигнорировал вызов в сборную Беларуси на ближайшие матчи Лиги Наций. В августе 2023 года футболист попал в расширенный список игроков, получивших вызов в национальную сборную Беларуси.

## Личная жизнь
Жена Полина. Дочь Оливия (родилась в феврале 2019 года). Младшие родные братья Виталия (Дмитрий и Руслан) также играют в футбол на профессиональном уровне.

## Достижения
- Серебряный призёр чемпионата Беларуси (2): 2016, 2018
- Бронзовый призёр чемпионата Беларуси: 2017
- Бронзовый призёр чемпионата России: 2020/21
- Обладатель Кубка России: 2021
- Победитель российской Первой Лиги: 2022/2023

## Статистика выступлений

### Клубная статистика
| Клуб                | Сезон            | Турнир           | Лига | Лига | Кубки | Кубки | Еврокубки | Еврокубки | Итого | Итого |
| Клуб                | Сезон            | Турнир           | Игры | Голы | Игры  | Голы  | Игры      | Голы      | Игры  | Голы  |
| ------------------- | ---------------- | ---------------- | ---- | ---- | ----- | ----- | --------- | --------- | ----- | ----- |
| Шахтёр (Солигорск)  | 2016             | Высшая лига      | 11   | 1    | 3     | 0     | —         | —         | 14    | 1     |
| Шахтёр (Солигорск)  | 2017             | Высшая лига      | 16   | 6    | 4     | 2     | 2         | 0         | 22    | 8     |
| Шахтёр (Солигорск)  | 2018             | Высшая лига      | 2    | 0    | —     | —     | 1         | 0         | 3     | 0     |
| Шахтёр (Солигорск)  | 2020             | Высшая лига      | 18   | 9    | 5     | 2     | —         | —         | 23    | 11    |
| Шахтёр (Солигорск)  | Итого            | Итого            | 47   | 16   | 12    | 4     | 3         | 0         | 62    | 20    |
| → Динамо-2 (Загреб) | 2017/18          | Вторая лига      | 11   | 1    | —     | —     | —         | —         | 11    | 1     |
| → Динамо-2 (Загреб) | Итого            | Итого            | 11   | 1    | —     | —     | —         | —         | 11    | 1     |
| → Рудеш             | 2019/20          | Первая лига      | 14   | 4    | —     | —     | —         | —         | 14    | 4     |
| → Рудеш             | Итого            | Итого            | 14   | 4    | —     | —     | —         | —         | 14    | 4     |
| → Вараждин          | 2019/20          | Первая лига      | 11   | 1    | 2     | 2     | —         | —         | 13    | 3     |
| → Вараждин          | Итого            | Итого            | 11   | 1    | 2     | 2     | —         | —         | 13    | 3     |
| Локомотив (Москва)  | 2020/21          | Премьер-лига     | 26   | 2    | 3     | 0     | 3         | 1         | 32    | 3     |
| Локомотив (Москва)  | 2021/22          | Премьер-лига     | 15   | 2    | 1     | 0     | 5         | 0         | 21    | 2     |
| Локомотив (Москва)  | Итого            | Итого            | 41   | 4    | 4     | 0     | 8         | 1         | 53    | 5     |
| Рубин               | 2021/22          | Премьер-лига     | 10   | 4    | 2     | 2     | —         | —         | 12    | 6     |
| Рубин               | 2022/23          | Первая лига      | 29   | 10   | —     | —     | —         | —         | 29    | 10    |
| Рубин               | 2023/24          | Премьер-лига     | 3    | 0    | 2     | 0     | —         | —         | 5     | 0     |
| Рубин               | Итого            | Итого            | 42   | 14   | 4     | 2     | —         | —         | 46    | 16    |
| → Балтика           | 2023/24          | Премьер-лига     | 12   | 4    | 6     | 0     | —         | —         | 18    | 4     |
| → Балтика           | Итого            | Итого            | 12   | 4    | 6     | 0     | —         | —         | 18    | 4     |
| Балтика             | 2024/25          | Первая лига      | 11   | 5    | —     | —     | —         | —         | 11    | 5     |
| Балтика             | Итого            | Итого            | 11   | 5    | —     | —     | —         | —         | 11    | 5     |
| Всего за карьеру    | Всего за карьеру | Всего за карьеру | 189  | 49   | 28    | 8     | 11        | 1         | 228   | 58    |

### Статистика в сборной
| Матчи и голы Виталия Лисаковича за национальную сборную Беларуси | Матчи и голы Виталия Лисаковича за национальную сборную Беларуси | Матчи и голы Виталия Лисаковича за национальную сборную Беларуси | Матчи и голы Виталия Лисаковича за национальную сборную Беларуси | Матчи и голы Виталия Лисаковича за национальную сборную Беларуси | Матчи и голы Виталия Лисаковича за национальную сборную Беларуси |
| №                                                                | Дата                                                             | Оппонент                                                         | Счёт                                                             | Голы                                                             | Соревнование                                                     |
| ---------------------------------------------------------------- | ---------------------------------------------------------------- | ---------------------------------------------------------------- | ---------------------------------------------------------------- | ---------------------------------------------------------------- | ---------------------------------------------------------------- |
| 1                                                                | 10 октября 2019                                                  | Эстония                                                          | 0:0                                                              | 0                                                                | Отборочный матч ЧЕ-2020                                          |
| 2                                                                | 16 ноября 2019                                                   | Германия                                                         | 0:4                                                              | 0                                                                | Отборочный матч ЧЕ-2020                                          |
| 3                                                                | 19 ноября 2019                                                   | Черногория                                                       | 0:2                                                              | 0                                                                | Товарищеский матч                                                |
| 4                                                                | 23 февраля 2020                                                  | Узбекистан                                                       | 1:0                                                              | 0                                                                | Товарищеский матч                                                |
| 5                                                                | 26 февраля 2020                                                  | Болгария                                                         | 1:0                                                              | 0                                                                | Товарищеский матч                                                |
| 6                                                                | 4 сентября 2020                                                  | Албания                                                          | 0:2                                                              | 0                                                                | Лига Наций 2020/2021                                             |
| 7                                                                | 7 сентября 2020                                                  | Казахстан                                                        | 2:1                                                              | 1                                                                | Лига Наций 2020/2021                                             |
| 8                                                                | 8 октября 2020                                                   | Грузия                                                           | 0:1                                                              | 0                                                                | Стыковые матчи ЧЕ-2020                                           |
| 9                                                                | 11 октября 2020                                                  | Литва                                                            | 2:2                                                              | 1                                                                | Лига Наций 2020/2021                                             |
| 10                                                               | 14 октября 2020                                                  | Казахстан                                                        | 2:0                                                              | 0                                                                | Лига Наций 2020/2021                                             |
| 11                                                               | 15 ноября 2020                                                   | Литва                                                            | 2:0                                                              | 0                                                                | Лига Наций 2020/2021                                             |
| 12                                                               | 18 ноября 2020                                                   | Албания                                                          | 2:3                                                              | 0                                                                | Лига Наций 2020/2021                                             |
| 13                                                               | 27 марта 2021                                                    | Эстония                                                          | 4:2                                                              | 2                                                                | Отборочный матч ЧМ-2022                                          |
| 14                                                               | 30 марта 2021                                                    | Бельгия                                                          | 0:8                                                              | 0                                                                | Отборочный матч ЧМ-2022                                          |
| 15                                                               | 2 сентября 2021                                                  | Чехия                                                            | 0:1                                                              | 0                                                                | Отборочный матч ЧМ-2022                                          |
| 16                                                               | 5 сентября 2021                                                  | Уэльс                                                            | 2:3                                                              | 1                                                                | Отборочный матч ЧМ-2022                                          |
| 17                                                               | 8 сентября 2021                                                  | Бельгия                                                          | 0:1                                                              | 0                                                                | Отборочный матч ЧМ-2022                                          |
| 18                                                               | 8 октября 2021                                                   | Эстония                                                          | 0:2                                                              | 0                                                                | Отборочный матч ЧМ-2022                                          |
| 19                                                               | 11 октября 2021                                                  | Чехия                                                            | 0:2                                                              | 0                                                                | Отборочный матч ЧМ-2022                                          |
| 20                                                               | 13 ноября 2021                                                   | Уэльс                                                            | 1:5                                                              | 0                                                                | Отборочный матч ЧМ-2022                                          |
| 21                                                               | 9 сентября 2023                                                  | Андорра                                                          | 0:0                                                              | 0                                                                | Отборочный матч ЧЕ-2024                                          |
| 22                                                               | 18 ноября 2024                                                   | Болгария                                                         | 1:1                                                              | 0                                                                | Лига Наций 2024/2025                                             |

Итого: 22 матча и 5 голов; 6 побед, 4 ничьи, 12 поражений.